# Matsukaze (1924)
El Matsukaze (松風 brisa del pinar?) fue el cuarto destructor de la Clase Kamikaze. Sirvió en la Armada Imperial Japonesa durante la segunda guerra sino-japonesa y la Segunda Guerra Mundial. 

## Historia
Tras su conclusión, y durante las pruebas de velocidad logró superar las especificaciones de su clase, alcanzando los 39,2 nudos (72,6 km/h). Recibió su nombre el primero de agosto de 1928, cuatro años después de entrar en servicio, dado que hasta entonces era identificado simplemente como Destructor número 7. 
Su primera acción de combate destacable durante la Segunda Guerra Mundial fue la batalla del Estrecho de la Sonda, donde hundió junto al destructor Shiokaze al dragaminas auxiliar holandés Endeh. Las habituales misiones de escolta de los destructores fueron alternadas con las arriesgadas misiones de suministro y transporte conocidas como Tokyo Express.
El Matsukaze se encontraba en el atolón de Truk cuando se desarrolló el masivo ataque aéreo estadounidense conocido como Operación Hailstone, el 17 de febrero de 1944. Consiguió escapar sin recibir ningún impacto directo, pero fue repetidamente ametrallado y varias bombas que estallaron a su alrededor le causaron daños que requirieron de dos meses de reparaciones en Yokosuka. Trató sin éxito de remolcar al torpedeado destructor Fumizuki, que se hundió un día después del ataque.
Una vez reparado, y siguiendo con sus misiones de escolta, resultó hundido por el submarino estadounidense USS Swordfish el 9 de junio de 1944 en la posición 26°59′N 143°13′E / 26.983, 143.217.